# 共晓时期
在古典音乐史中，共晓时期（英語：Common practice period）是指从调性体系的形成到瓦解的这段时期。一般来说，巴洛克音乐中后期、古典主义时期和浪漫主义时期，或者说从大约1650年到1900年的这段时期是典型的共晓时期。共晓时期特有的主流音乐模式和一些约定俗成的惯例将其同其他音乐时期区分开来，其中最具识别性的特征是其对调性体系的强烈依赖。

## 技术特征

### 和声
共晓时期约定俗成的和声模式称为“common-practice tonality”，有时也称为调性的。共晓时期调性代表着一种综合了和声功能和对位法的乐理体系。换句话说，将独立的旋律线条放在一起时，应当体现出一种和声的协调性，并且有着明确的和声解决目标。在调性音乐中，自然音阶里的每一个音的功能都与它和主音的关系密切相关。调性体系的基础是自然音阶，它可以在不失调性特征的前提下进行丰富的半音阶演变。

### 节奏
音乐中不同的段落，依照一个明确的节奏而互相协调，这是共晓时期音乐的一个根深蒂固的特征。

### 旋律
在共晓时期的旋律结构中，音高和进行模式居于最重要的位置，音色次之。旋律进行中时常出现反复的，特别是周期性重复的段落。而旋律的音高通常是调性的。
(Kliewer 1975，chapter 4).